# Antoninus Pius
Antoninus Pius (Lanuvium, 19 september 86 - 7 maart 161) was keizer van Rome van 138 tot 161 en lid van de invloedrijke Gens Aurelia.
Hij was een van de bekwaamste keizers uit de geschiedenis van het Romeinse rijk en had eerbied voor andermans rechten. Bij rampen betaalde hij uit zijn eigen vermogen. Hij is de enige keizer die zich inzette voor de verbetering van de positie van de slaven. Zijn lange regeringsperiode van ruim 22 jaar valt in de periode van de adoptiefkeizers. Het was een tijd van vrede en welvaart en het keizerrijk kwam tot grote bloei.

## Afkomst
Antoninus Pius werd in het jaar 86 geboren als het enige kind van Titus Aurelius Fulvus, consul ordinarius in 89. Zijn familie was afkomstig uit Nemausus (het huidige Nîmes). Zelf werd hij geboren in de buurt van Lanuvium. Zijn geboortenaam was Titus Aurelius Fulvus Boionius Arrius Antoninus. Zijn moeder was Arria Fadilla, de dochter van de tweemalige consul suffectus Gnaeus Arrius Antoninus en diens vrouw Boionia Procilla. Antoninus' vader en grootvader van vaderskant stierven toen hij nog jong was. Hij werd opgevoed door zijn grootvader van moederszijde Gnaeus Arrius Antoninus. Die werd door zijn tijdgenoten als een integere man en een man van cultuur gezien. Gnaeus Arrius Antoninus was een vriend van Plinius de Jongere. Na de dood van zijn vader hertrouwde zijn moeder met Publius Julius Lupus, een man van consulaire rang en consul suffectus in 98. Uit dat huwelijk werden twee halfzusters van Antoninus geboren, Arria Lupula en Julia Fadilla.

## Vrouw en kinderen
Antoninus groeide op in Lorium, 19 kilometer ten westen van Rome. Ergens tussen 110 en 115 trad hij in het huwelijk met Annia Galeria Faustina (Faustina de Oudere). Naar algemeen wordt aangenomen was het een gelukkig huwelijk. Faustina was een dochter van de consul Marcus Annius Verus en Rupilia Faustina, de halfzuster van de Romeinse keizerin Vibia Sabina, de vrouw van keizer Hadrianus. Faustina was een mooie vrouw, die bekendstond om haar wijsheid. Zij zette zich haar gehele leven in voor de armenzorg en de ondersteuning van de meest achtergestelde Romeinen. Zij stierf echter vrij jong, reeds drie jaar nadat hij keizer was geworden en Antoninus eerde haar door onder andere een grote hoeveelheid munten te laten slaan met haar portret. Zij stond onder meer bekend om haar zorg voor de wezen. Op het pediment van de tempel die Antoninus na haar dood (141) voor haar liet bouwen, staat ze met weeskinderen afgebeeld.
Het echtpaar kreeg vier kinderen; van de twee zonen is niet veel meer bekend dan dat zij voor 138 beiden waren overleden. Ook de eerste dochter, Aurelia Fadilla, stierf jong. Toen zij in 135 stierf kan zij niet veel ouder dan een jaar of 24 zijn geweest; maar waarschijnlijk was zij veel jonger. Zij was getrouwd met Lucius Plautius Lamia Silvanus, die in 145 consul zou worden. Zeer waarschijnlijk bleef dit huwelijk kinderloos. Alleen de laatste dochter, Faustina de Jongere bereikte de volwassen leeftijd.

## Loopbaan
Antoninus doorliep een normale senatoriale loopbaan. In 111 was hij quaestor, in 117 pretor en in 120 consul ordinarius. In 135-36 of een jaar eerder was hij gouverneur van de Romeinse provincie Asia. Keizer Hadrianus benoemde Antoninus tot een van de vier consuls die in Italia belast werden met de rechtspraak. Hij was lid van Hadrianus' consilium.

### Adoptie door Hadrianus

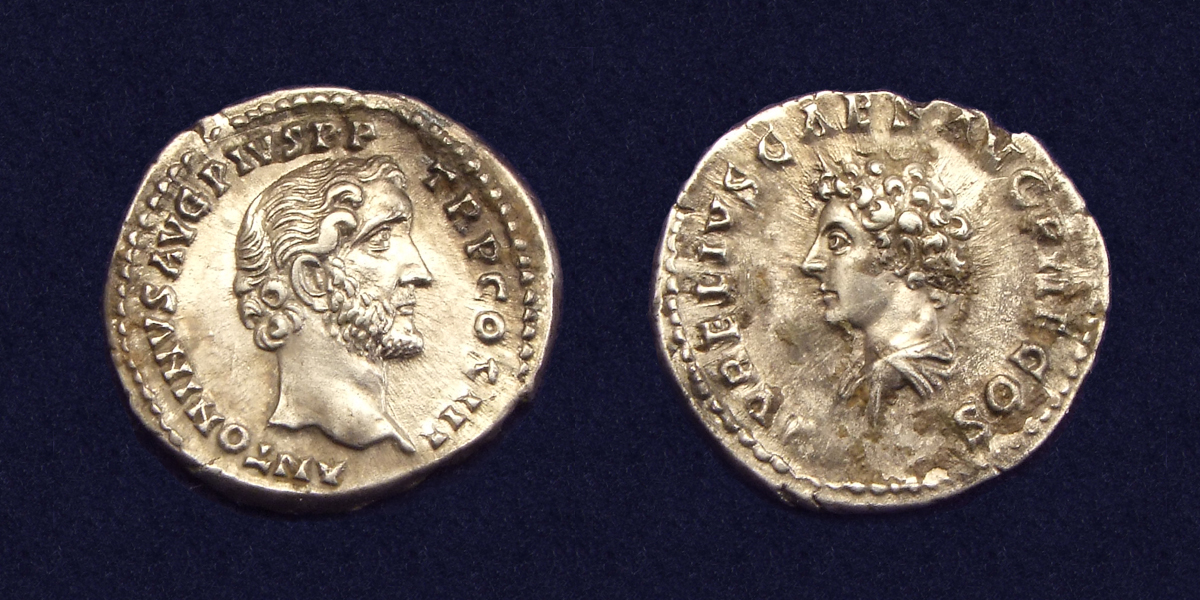
Denarius (geslagen 140 n.Chr.) met afbeelding van Antoninus Pius op de voorzijde en zijn adoptiefzoon Marcus Aurelius op de keerzijde

Na de dood op 1 januari 138 van Lucius Aelius Verus Caesar, de beoogde opvolger, benoemde Hadrianus de reeds 51-jarige Antoninus op 24 januari 138 tot zijn opvolger, verhief hem tot Caesar en adopteerde hem ten slotte op 25 februari als zijn zoon, zodat hij hem kon opvolgen. Voorwaarde was echter wel dat Antoninus de 16-jarige Marcus Annius Verus (de latere keizer Marcus Aurelius), en de 7-jarige zoon van Aelius (die later Lucius Verus werd genoemd) zou adopteren.
Klaarblijkelijk werd Antoninus door Hadrianus als een tussenkeizer gezien; en wel specifiek voor Annius Verus, zijn aangetrouwde neef (en daarmee wel naaste mannelijke verwant), die zelf nog te jong voor het keizerschap was. Er zijn echter aanwijzingen dat de terminaal zieke Hadrianus eigenlijk de voorkeur gaf aan de nog jongere Lucius Verus.
Na de dood van Hadrianus in de zomer van het jaar 138 werd Antoninus zijn opvolger als Augustus en Imperator. Antoninus voerde al snel een belangrijke wijziging door in de plannen van Hadrianus. Volgens die plannen moest Antoninus' dochter Faustina met Lucius Verus trouwen, en deze twee waren dus verloofd. Zodra Hadrianus was overleden werden de trouwplannen omgegooid, en op verzoek van Antoninus werd Faustina de verloofde van Marcus Aurelius.

## Keizerschap
Er is relatief weinig geschreven over deze periode omdat er vrijwel geen oorlogen waren, met uitzondering van enkele opstanden in Noord-Britannia. Naar aanleiding daarvan werd de muur van Antoninus gebouwd op zo'n 120 km ten noorden van de muur van Hadrianus. Er waren ook nog enkele problemen van kleinere omvang in onder andere Egypte, Judea en Mauretania.
Antoninus heeft zijn titel Pius te danken aan zijn loyaliteit en zijn mildheid. Vlak na zijn benoeming tot keizer stond hij erop Hadrianus de eretitel Divus (god) toe te kennen. Aangezien de Senaat de laatste jaren niet op goede voet had gestaan met Hadrianus en dit voorstel oorspronkelijk afwees, dreigde een constitutionele crisis. Antoninus dreigde af te zullen treden als de Senaat zijn voorstel niet aanvaardde. Onder de indruk van zijn loyaliteit aan zijn voorganger en adoptieve vader gaf de Senaat uiteindelijk toe. Bovendien maakte hij indruk door hen die aan het eind van het bewind van Hadrianus ter dood waren veroordeeld, gratie te verlenen. Om deze redenen besloot de Senaat hem de titel Pius (de "Vrome") toe te kennen.
Later stelde de Senaat voor de maand september naar Antoninus Pius te noemen (de maand juli was al genoemd naar Julius Caesar en de maand augustus naar keizer Augustus) vanwege zijn uitmuntend leiderschap. Hij weigerde deze eer echter pertinent en vanaf die tijd is dat soort voorstellen niet meer gedaan (op enkele tijdelijke pogingen na: zie bijvoorbeeld Commodus) en hebben alle maanden vanaf september hun oorspronkelijke namen behouden.

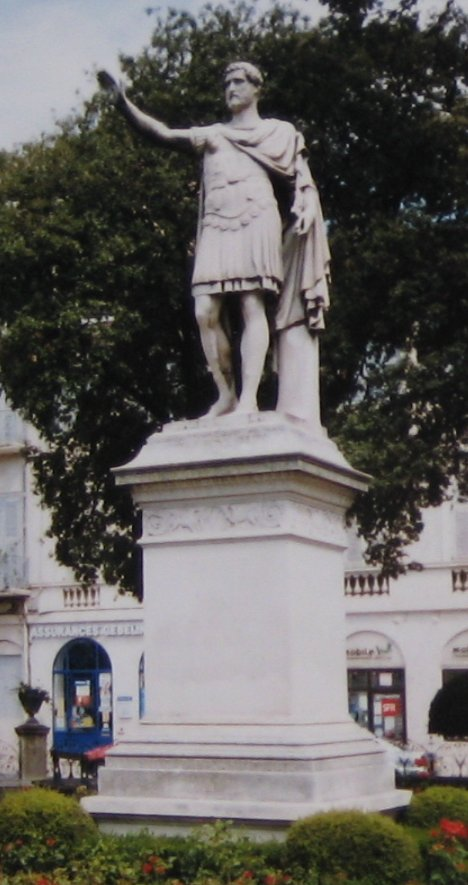
Beeld van Antoninus Pius in Nimes

De belangrijkste gebeurtenis uit deze periode is wel de viering van de 900e verjaardag van Rome. Deze wordt op grandioze wijze gevierd met activiteiten die plaatsvinden gedurende de jaren 147 en 148. Het hoogtepunt viel op 21 april 147. Er werden spektakels georganiseerd waarin veel wilde dieren optraden. Een aantal olifanten maakten wel de meeste indruk. Zij werden zelfs als symbool voor de viering gebruikt.

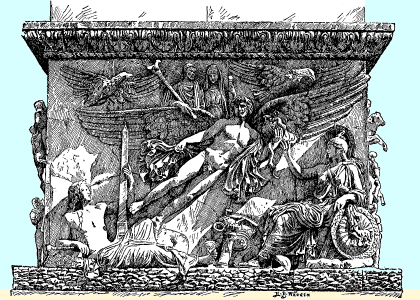
Reliëf op het voetstuk van de Zuil van Antoninus Pius dat de apotheose van Antoninus en Faustina laat zien, nu in de Giardino della Pigna in de Vaticaanse musea

### Laatste jaren en overlijden
In 156 werd Antoninus Pius 70 jaar oud. Hij vond het moeilijk om lang op eigen benen te staan zonder korset. Ook begon hij ermee om droog brood te knabbelen om zo tijdens zijn ochtendrecepties wakker te kunnen blijven. Naarmate Antoninus ouder werd, nam Marcus steeds meer van zijn bestuurlijke taken over, zeker nadat hij pretoriaanse prefect was geworden (dit ambt had zowel een administratieve als militaire component). Marcus' voorganger in dit ambt, Gavius Maximus was in 156 of 157 gestorven. In 160 werden Marcus en Lucius beide als consuls voor het volgende jaar aangewezen. Misschien was Antoninus al ziek; in ieder geval stierf hij voordat het jaar voorbij was op 74-jarige leeftijd een natuurlijke dood.
Twee dagen voor zijn dood verbleef Antoninus op zijn voorouderlijk landgoed in Lorium in Etrurië, ongeveer 19 kilometer ten westen van Rome. Tijdens het diner at hij met smaak van de Alpenkaas. 's Nachts moest hij echter overgeven, de volgende dag had hij koorts. Misschien had hij een voedselvergiftiging opgelopen. De dag daarna, op 7 maart 161 riep hij de keizerlijke raad bij elkaar. Hierin droeg hij de staat en zijn dochter over aan Marcus Aurelius. De keizer formuleerde het kernwoord, dat zijn leven karakteriseerde, in het laatste woord dat hij in zijn leven zou uitspreken. Tegen de tribuun van de nachtwacht, die het wachtwoord kwam vragen, antwoordde hij "aequanimitas" (gelijkmoedigheid). Hij draaide zich daarna om, alsof hij wilde gaan slapen gaan, en stierf Zijn dood sloot de langste regeringsperiode af sinds Augustus. Hij overtrof die van Tiberius met enkele maanden.

### Opvolging
Antoninus werd opgevolgd door zijn adoptiefzonen Marcus Aurelius en Lucius Aelius Verus, die aanvankelijk samen regeerden.

## Stamboom
|                       |                       |                       |                       |                       |                       |  |  |                          |                          |                          |                          | Antoninus Pius (keizer)  | Antoninus Pius (keizer)  | Antoninus Pius (keizer) | Antoninus Pius (keizer) | Antoninus Pius (keizer) | Antoninus Pius (keizer) |                     |                     | Faustina de Oudere  | Faustina de Oudere  | Faustina de Oudere | Faustina de Oudere | Faustina de Oudere | Faustina de Oudere |  |  |  |  |  |  |
|                       |                       |                       |                       |                       |                       |  |  |                          |                          |                          |                          | Antoninus Pius (keizer)  | Antoninus Pius (keizer)  | Antoninus Pius (keizer) | Antoninus Pius (keizer) | Antoninus Pius (keizer) | Antoninus Pius (keizer) |                     |                     | Faustina de Oudere  | Faustina de Oudere  | Faustina de Oudere | Faustina de Oudere | Faustina de Oudere | Faustina de Oudere |  |  |  |  |  |  |
|                       |                       |                       |                       |                       |                       |  |  |                          |                          |                          |                          |                          |                          |                         |                         |                         |                         |                     |                     |                     |                     |                    |                    |                    |                    |  |  |  |  |  |  |
|                       |                       |                       |                       |                       |                       |  |  | Marcus Aurelius (keizer) | Marcus Aurelius (keizer) | Marcus Aurelius (keizer) | Marcus Aurelius (keizer) | Marcus Aurelius (keizer) | Marcus Aurelius (keizer) |                         |                         | Faustina de Jongere     | Faustina de Jongere     | Faustina de Jongere | Faustina de Jongere | Faustina de Jongere | Faustina de Jongere |                    |                    |                    |                    |  |  |  |  |  |  |
|                       |                       |                       |                       |                       |                       |  |  | Marcus Aurelius (keizer) | Marcus Aurelius (keizer) | Marcus Aurelius (keizer) | Marcus Aurelius (keizer) | Marcus Aurelius (keizer) | Marcus Aurelius (keizer) |                         |                         | Faustina de Jongere     | Faustina de Jongere     | Faustina de Jongere | Faustina de Jongere | Faustina de Jongere | Faustina de Jongere |                    |                    |                    |                    |  |  |  |  |  |  |
|                       |                       |                       |                       |                       |                       |  |  |                          |                          |                          |                          |                          |                          |                         |                         |                         |                         |                     |                     |                     |                     |                    |                    |                    |                    |  |  |  |  |  |  |
|                       |                       |                       |                       |                       |                       |  |  |                          |                          |                          |                          |                          |                          |                         |                         |                         |                         |                     |                     |                     |                     |                    |                    |                    |                    |  |  |  |  |  |  |
|                       |                       |                       |                       |                       |                       |  |  |                          |                          |                          |                          |                          |                          |                         |                         |                         |                         |                     |                     |                     |                     |                    |                    |                    |                    |  |  |  |  |  |  |
| Lucius Verus (keizer) | Lucius Verus (keizer) | Lucius Verus (keizer) | Lucius Verus (keizer) | Lucius Verus (keizer) | Lucius Verus (keizer) |  |  | Lucilla                  | Lucilla                  | Lucilla                  | Lucilla                  | Lucilla                  | Lucilla                  |                         |                         | Commodus (keizer)       | Commodus (keizer)       | Commodus (keizer)   | Commodus (keizer)   | Commodus (keizer)   | Commodus (keizer)   |                    |                    |                    |                    |  |  |  |  |  |  |
| Lucius Verus (keizer) | Lucius Verus (keizer) | Lucius Verus (keizer) | Lucius Verus (keizer) | Lucius Verus (keizer) | Lucius Verus (keizer) |  |  | Lucilla                  | Lucilla                  | Lucilla                  | Lucilla                  | Lucilla                  | Lucilla                  |                         |                         | Commodus (keizer)       | Commodus (keizer)       | Commodus (keizer)   | Commodus (keizer)   | Commodus (keizer)   | Commodus (keizer)   |                    |                    |                    |                    |  |  |  |  |  |  |

## Voetnoten
1. ↑  Birley, blz. 242; Historia Augusta, Life of Antoninus Pius 1:6
2. ↑  HA Marcus vi. 2; Verus ii. 3–4; Birley, Marcus Aurelius, pp. 53–54.
3. ↑  Birley, Marcus Aurelius, blz. 112.
4. ↑  Birley, Marcus Aurelius, blz. 114
5. ↑  Bowman, blz. 156; Victor, 15:7
6. ↑  Victor, 15:7
7. ↑  Cassius Dio 71.33.4-5; Birley, Marcus Aurelius, blz. 114.
8. ↑  Bury, blz. 532
9. ↑  HA Antoninus Pius 12,4-8; Birley, Marcus Aurelius, blz. 114.
10. ↑  Bowman, blz. 156